# Nemoria
Nemoria là một chi bướm đêm thuộc họ Geometridae.

## Các loài
Bao gồm các loài:
- Nemoria bistriaria – Hübner, 1818
- Nemoria mimosaria – (Guenée, 1857)
- Nemoria saturiba – Ferguson, 1969

## Hình ảnh

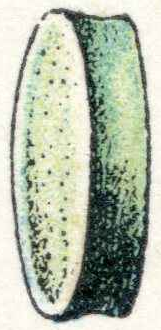